# Kuwabara Hiroyoshi
Hiroyoshi Kuwabara (sinh ngày 2 tháng 10 năm 1971) là một cầu thủ bóng đá người Nhật Bản.

## Sự nghiệp câu lạc bộ
Hiroyoshi Kuwabara đã từng chơi cho Sanfrecce Hiroshima, Albirex Niigata, Giravanz Kitakyushu và Fagiano Okayama.